# 天主教納維拉伊教區
天主教納維拉伊教區（拉丁語：Dioecesis Naviraiensis）是巴西一個羅馬天主教教區，屬大坎普總教區。
教區成立於2011年6月1日升為教區，包括南馬托格羅索州東南部十九個市。2012年有教友198,286人（佔轄區總人口68.0%）、二十個堂區、三十一名司鐸。現任教區主教為埃托雷·多蒂。